# Euproctis pyroxantha
Euproctis pyroxantha is een donsvlinder uit de familie van de spinneruilen (Erebidae). De wetenschappelijke naam van de soort is voor het eerst geldig gepubliceerd in 1896 door Pagenstecher.